# Johann Hermann taxonjai

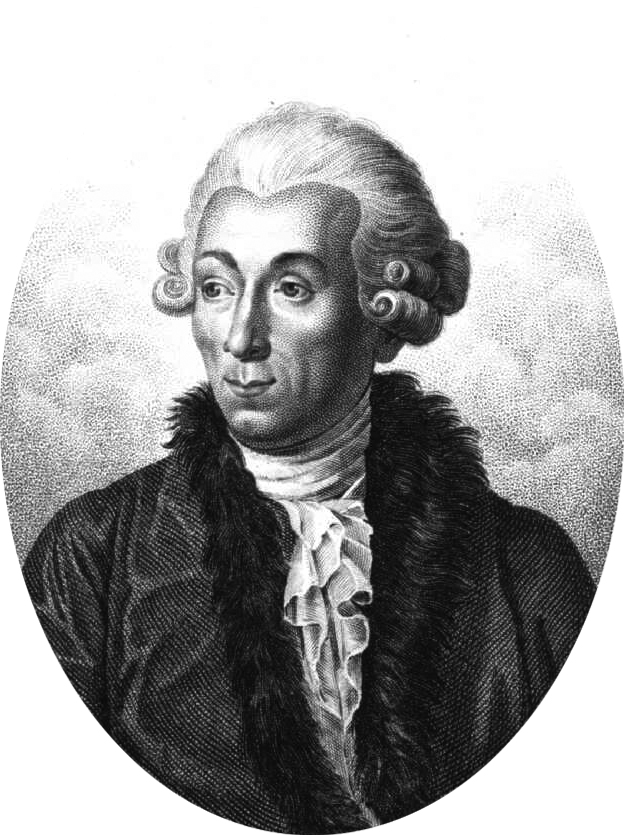
Johann Hermann

Ezen a listán azok a taxon nevek szerepelnek, amelyeket Johann Hermann (1738–1800) alkotott. Azok a taxon nevek, amelyek nincsenek belinkelve, manapság csak szinonimaként használtak (az alábbi lista nem teljes):

## Emlősök

### Főemlősök
- Chlorocebus engytithia (Hermann, 1804) - szavannacerkóf

### Rágcsálók
- Myospalax Hermann, 1783 - Spalax
- Arvicola schermaus (Hermann, 1804) - Arvicola scherman
- Micromys parvulus (Hermann, 1804) - törpeegér
- Micromys pendulinus (Hermann, 1804)
- Micromys soricinus Hermann, 1780 - törpeegér

### Eulipotyphla
- mezei cickány (Crocidura leucodon) (Hermann, 1780)
- Sorex leucodon Herman, 1780 - mezei cickány
- házi cickány (Crocidura russula) (Hermann, 1780)
- Crocidura russula russula Hermann, 1780
- Crocidura russula constrictus Hermann, 1780 - házi cickány
- Neomys carinatus (Hermann, 1780) - közönséges vízicickány
- Sorex tetragonurus Hermann, 1780 - erdei cickány

### Ragadozók
- Canis lupus niger Hermann, 1804 - közönséges farkas
- mediterrán barátfóka (Monachus monachus) (Hermann, 1779)
- Phoca monachus Hermann, 1779 - mediterrán barátfóka

## Madarak

### Szalakótaalakúak
- kacagójancsi (Dacelo novaeguineae) (Hermann, 1783)

### Harkályalakúak
- Lybius Hermann, 1783
- Lybius guifsobalito Hermann, 1783

### Verébalakúak
- cserregő nádiposzáta (Acrocephalus scirpaceus) (Hermann, 1804)
- Acrocephalus scirpaceus scirpaceus (Hermann, 1804)

## Kétéltűek
- Rana scorodesma Hermann, 1804 - barna varangy

## Halak

### Pontyalakúak
- Cyprinus riemling Hermann, 1804 - sujtásos küsz
- Cyprinus meckel Hermann, 1804 - karikakeszeg
- Cyprinus simus Hermann, 1804 - bodorka
- Cyprinus orthonotus Hermann, 1804 - fejes domolykó

### Nagyszájúhal-alakúak
- Sternoptyx Hermann, 1781
- Sternoptyx diaphana Hermann, 1781
- Sternopteryx diaphana Hermann, 1781 - Sternoptyx diaphana

### Sügéralakúak
- Nothistium Hermann, 1804 - Istiophorus

## Puhatestűek
- Spondylus americanus Hermann, 1781
- Spondylus mediterraneus Hermann, 1781 - Spondylus gaederopus
- Turbo canaliculatus Hermann, 1781
- Neptunea soluta (Hermann, 1781) - közönséges kürtcsiga

## Növények
- sárga rózsa (Rosa foetida) Herrm. (1762)